# Anthony Dirrell
Anthony Dirrell (* 14. Oktober 1984 in Flint, Michigan) ist ein US-amerikanischer Profiboxer, sowie ehemaliger zweifacher Weltmeister der WBC im Supermittelgewicht. 
Er ist der jüngere Bruder des Profiboxers Andre Dirrell.

## Boxkarriere
Er gewann als Amateur unter anderem 2003 eine Bronzemedaille bei den US-Meisterschaften im Weltergewicht sowie 2004 eine weitere Bronzemedaille bei den US-Meisterschaften im Mittelgewicht. Bei der nationalen Olympiaqualifikation 2004 trat er im Halbschwergewicht an, um nicht gegen seinen im Mittelgewicht antretenden Bruder boxen zu müssen. Mit drei Siegen und zwei Niederlagen konnte er sich jedoch nicht qualifizieren.
2005 startete er seine Profikarriere und gewann 26 Kämpfe in Folge, davon 22 vorzeitig, 10 davon in der ersten Runde. Seine bedeutendsten Siege erzielte er dabei gegen Renan St-Juste (23-2) und Anthony Hanshaw (23-3). Am 7. Dezember 2013 boxte er um die WBC-Weltmeisterschaft im Supermittelgewicht gegen Sakio Bika (32-5), erreichte dabei jedoch nur ein Unentschieden. Dafür gewann er den Titel im Rückkampf am 16. August 2014 durch einstimmige Punktwertung.
Am 24. April 2015 verlor er den Titel bereits durch Punktniederlage an Badou Jack (18-1). Im September 2015 besiegte er den Mexikaner Marco Rubio (59-7) einstimmig nach Punkten. Im April 2016 schlug er Caleb Truax (26-2) vorzeitig. Im April 2018 besiegte er Abraham Han (26-3).
Am 23. Februar 2019 boxte er um die vakante WBC-Weltmeisterschaft und gewann dabei knapp durch eine technische Entscheidung gegen Avni Yıldırım (21-1), verlor den Gürtel jedoch in der ersten Verteidigung an David Benavidez (21-0).
Am 15. Oktober 2022 verlor er durch K. o. in Runde 9 gegen Caleb Plant (21-1).